# 137 (nombre)
Cet article concerne le nombre 137. Pour l'année, voir 137.
137 (cent trente-sept) est l'entier naturel qui suit 136 et qui précède 138.

## En mathématiques
Cent trente-sept est :
- Le 33e nombre premier. Le suivant est 139, avec lequel il forme un couple de nombres premiers jumeaux.
- un nombre premier sexy avec 131.
- Le 4e Nombre premier de Stern.
- un Nombre d'Eisenstein premier sans partie imaginaire et avec une partie réelle de la forme {\displaystyle 3n-1}.
- En utilisant deux rayons pour diviser un cercle en accord avec le nombre d'or, cela fournit des secteurs d'approximativement  137° (l'angle d'or) et 222°.

## Dans d'autres domaines
Cent trente-sept est aussi :
- La valeur numérique de la constante de structure fine {\displaystyle \alpha \,}, une constante physique sans dimension, est approximativement 1/137. Le physicien Arthur Eddington a une fois pensé que {\displaystyle \alpha \,} était exactement 1/137, mais des mesures précises ont montré que ce n'est pas le cas : sa valeur est actuellement estimée à 1/137,035 999 76(50).
- Années historiques : -137, 137.
- Ligne 137 (Infrabel).